# Indrek Saar
Pour les articles homonymes, voir Saar.

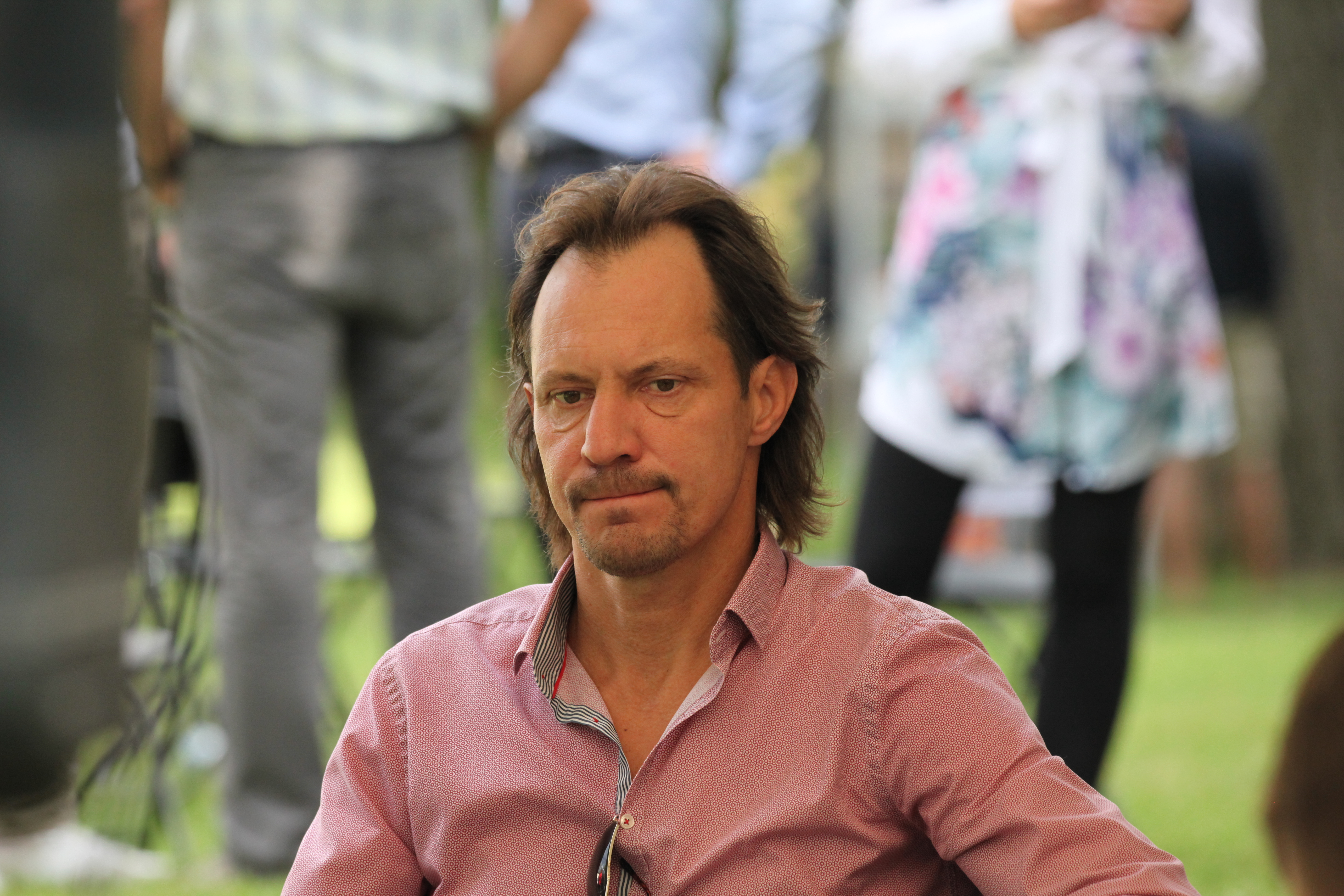
Indrek Saar (2021)

Indrek Saar, né le 20 février 1973 à Kuressaare, est un homme politique et de théâtre estonien.
Il est le président du Parti social-démocrate de 2019 à 2022 et ministre de la Culture de l'Estonie de 2015 à 2019 dans le gouvernement de Taavi Rõivas formé le 9 avril 2015 et dans le gouvernement de Jüri Ratas formé le 23 novembre 2016.
À l'occasion des élections législatives du 4 mars 2007, 6 mars 2011, 1er mars 2015 et 3 mars 2019 il est élu député au Riigikogu, le parlement de la république d'Estonie.
Indrek Saar suit des études secondaires à Kuressaare et obtient un diplôme de l'Académie estonienne de musique et d'art dramatique supérieur (aujourd'hui, l'Académie estonienne de musique et de théâtre) à Tallinn. Il est acteur et directeur du Théâtre Rakvere de 1996 à 2005. De 2002 à 2007, il est vice-président du conseil municipal de Rakvere. Il est directeur de théâtre et conseiller du théâtre NO99 (en) en 2004 et 2005 et de 2006 à 2007, il est directeur général du théâtre NO99.
Selon Indrek Saar, sa décision d'entrer dans la politique nationale est motivée par la suggestion du chef à l'époque de l'Union populaire estonienne, Villu Reiljan, disant que « les gens de l'art restent fidèles à leur métier », en réponse aux 80 écrivains, compositeurs, acteurs, artistes et scientifiques estoniens de renom qui avaient soutenu Toomas Hendrik Ilves pour le poste de Président de la république d'Estonie en 2006,.
En tant que ministre estonien de la Culture, Indrek Saar dirige la mise en place d'une augmentation substantielle des salaires des professionnels de la culture et des arts et des professeurs de sport employés par l'État, ainsi que d'une révision générale des principes de financement des sports. Il préside également les sessions des ministres de la Culture au sein du Conseil de l'Union européenne, réalisant des progrès significatifs dans les négociations sur la Directive sur les services de médias audiovisuels.
En tant que membre du Parlement, Indrek Saar est président et vice-président du groupe parlementaire social-démocrate, vice-président de la commission constitutionnelle et membre de la commission des affaires juridiques et de la commission des affaires de l'Union européenne.
Indrek Saar représente la délégation estonienne à l'Assemblée parlementaire du Conseil de l'Europe (APCE) entre 2007 et 2023, en tant que président de la délégation nationale, président de la commission du règlement et vice-président du Groupe des socialistes, démocrates et verts. Indrek Saar participe à des missions d'observation électorale en Moldavie (en tant que chef de la délégation), Albanie, Azerbaïdjan, Géorgie, Monténégro, Serbie, Ukraine ainsi qu'en Russie et est co-rapporteur de l'APCE pour le suivi de la Serbie.
De 1995 à 2015, Indrek Saar joue le rôle de Raim Raidver dans la série télévisée dramatique Õnne 13, qui dure depuis longtemps et diffusée sur ETV.

## Biographie

### Enfance et formation
Indrek Saar est né à Kuressaare, centre administratif de l'île de Saaremaa. Son père Jüri Saar a été gouverneur du comté de Saare et maire des municipalités rurales de Pihtla et de Kihelkonna et a été membre du Parlement estonien de 2003 à 2007.
Indrek Saar est diplômé de l'école secondaire n° 2 de Kuressaare en 1991 et il a étudié dans le cadre d'un programme d'échange à Rønne, Danemark. Il a obtenu en 1996 une maîtrise en art dramatique à la faculté de théâtre de l'Académie de musique d'Estonie. Indrek Saar parle estonien, anglais, danois et russe, avec des compétences limitées en allemand et en français.

### Début de carrière
De 1996 à 2005, Indrek Saar a été directeur du Théâtre Rakvere (depuis 2005, directeur de la fondation Rakvere Teatrimaja). En 2004 et 2005, il a été conseiller auprès de Vanalinnastuudio/Théâtre NO99 avant de devenir directeur général du Théâtre NO99 de 2006 à 2007.
Indrek Saar a été membre des conseils de surveillance du radiodiffuseur public estonien Eesti Rahvusringhääling, du Théâtre Rakvere, du Théâtre NO99, de l'Opéra national d'Estonie, de l'Académie estonienne des arts et la Fondation culturelle d'Estonie. Il est membre de l'Association des acteurs professionnels d'Estonie et de la Société estonienne du combat scénique.
Depuis 2020, Indrek Saar est membre du conseil exécutif du Comité olympique estonien.

### Famille
Indrek Saar est marié à l'actrice Ülle Lichtfeldt. Le couple a deux filles et deux petits-enfants,.

## Parcours politique
Indrek Saar est membre du Parti social-démocrate depuis 1998. De 2002 à 2007, il a été vice-président du conseil municipal de Rakvere. Indrek Saar a été élu vice-président du Parti social-démocrate le 7 mars 2009. Il a été secrétaire général du parti de 2011 à 2015. Indrek Saar a été président du Parti social-démocrate du 9 juin 2019 au 5 février 2022. Il a également dirigé les organisations du parti à Rakvere et dans le comté de Lääne-Viru.

### Membre du Parlement
Indrek Saar a été élu pour la première fois au Riigikogu lors de l'élection de 2007 avec 1 855 voix. Il a été réélu aux élections de 2011 et 2015 avec respectivement 3 931 et 1 944 voix. En 2019, il est à nouveau élu au Riigikogu,.
Indrek Saar était membre de la Commission des Affaires étrangères du parlement estonien de 2019 à 2023.
En tant que vice-président du Parti social-démocrate depuis 2009, Indrek Saar a participé aux pourparlers de fusion avec l'Union populaire estonienne. Après que le congrès de l'Union populaire rejeta la proposition de fusion présentée par la direction du parti le 23 mai 2010, plusieurs membres du conseil d'administration et d'autres membres importants de l'Union populaire, y compris la moitié du groupe parlementaire de l'Union populaire au parlement estonien, ont rejoint le Parti social-démocrate,. Lors des Élections législatives estoniennes en mars 2011, le Parti social-démocrate élargi a obtenu son meilleur score depuis le rétablissement de l'indépendance de l'Estonie en 1991, avec 19,1 % des voix et 19 sièges dans le corps législatif de 101 membres.

### Secrétaire général du Parti social-démocrate
Indrek Saar a été nommé secrétaire général du Parti social-démocrate en 2011. Sa candidature a été proposée par le président du parti Sven Mikser. En tant que secrétaire général, Indrek Saar a supervisé en 2012 la fusion du Parti russe d'Estonie avec le Parti social-démocrate et la montée en puissance du parti dans les sondages pour devenir le parti politique le plus populaire d'Estonie avec un soutien de 27 % au printemps 2013.
Lors des élections municipales en 2013, le Parti social-démocrate a obtenu 12,5 % des voix. Les Sociaux-démocrates sont devenus maires à Kuressaare, Paide, Põltsamaa, Valga ainsi que Võru. Après une interruption de plusieurs années, le parti est devenu l'un des partenaires de la coalition gouvernementale à Tartu, la deuxième ville d'Estonie. Lors des élections au Parlement européen en 2014, le parti a obtenu 13,6 % des voix et l'un des six sièges réservés à l'Estonie.
En 2014, le Parti social-démocrate a formé un gouvernement de coalition avec le Parti de la réforme d'Estonie. Le gouvernement décida d'augmenter les prestations familiales universelles et de proposer des amendements à la Loi sur la nationalité estonienne qui, après avoir été adoptés par le parlement, assouplirent les critères d'éligibilité à la citoyenneté estonienne pour les enfants et les personnes âgées. Selon Indrek Saar, ces changements visaient à « renforcer l'État de droit, la cohésion de la société et la loyauté de la population envers l'État » sans remettre en cause les principes antérieurs de la politique estonienne en matière de citoyenneté. La coalition a également adopté la loi sur le partenariat enregistré autorisant les unions civiles pour les couples de même sexe.

## Ministre de la Culture
Indrek Saar a été ministre de la Culture de l'Estonie dans le Gouvernement II du Premier ministre Taavi Rõivas et dans le Gouvernement I du Premier ministre Jüri Ratas du 9 avril 2015 au 29 avril 2019, ce qui fait de lui le ministre estonien de la Culture ayant servi le plus longtemps à ce poste. Durant le mandat d'Indrek Saar, de 2015 à 2019, le gouvernement estonien et le ministère de la Culture ont accepté des mesures augmentant de 78 % le salaire minimum dans le secteur public des personnes employées dans la culture, les arts et les sports, le faisant passer de 731 euros à 1 300 euros par mois,,,.
Pendant la présidence estonienne du Conseil de l'Union européenne en 2017, Indrek Saar a présidé les réunions des ministres de la Culture et des sports des États membres de l'UE (formation « Éducation, jeunesse, culture et sport » du Conseil), réalisant des progrès notables dans les négociations sur le projet de Directive sur les services de médias audiovisuels (adoptée en 2018). Le mandat d'Indrek Saar en tant que ministre de la Culture a également été marqué par la célébration du 100e anniversaire de la République d'Estonie qui comprenait un programme d'événements culturels s'étendant sur une période de plus d'un an.

## Prix et décorations
- Travailleur culturel de l'année (Estonie, 2001)[28]
- Prix annuel de la Fondation culturelle d'Estonie pour l'art dramatique 2001 (pour avoir élevé et maintenu le niveau artistique du Théâtre Rakvere ; partagé avec Üllar Saaremäe)[29]
- Prix du théâtre Ants Lauter pour le rajeunissement du théâtre Rakvere (Estonie, 2005)
- Commandeur, Ordre du Mérite civil (Espagne, 2007)[30]
- Décoration de la ville de Rakvere (Rakvere Kroonimärk, 2008)[31]
- Médaille du Mérite de l'Association des architectes estoniens (2018)[32]
- Insigne du Mérite du Comité olympique estonien (2019)[33]
- Ordre du Blason national, 3e classe (Estonie, 2023)[34]
- Le titre d’associé honoraire de l’Assemblée parlementaire du Conseil de l’Europe et la Médaille de l'Assemblée (2023)[35]